# スノーキャップス

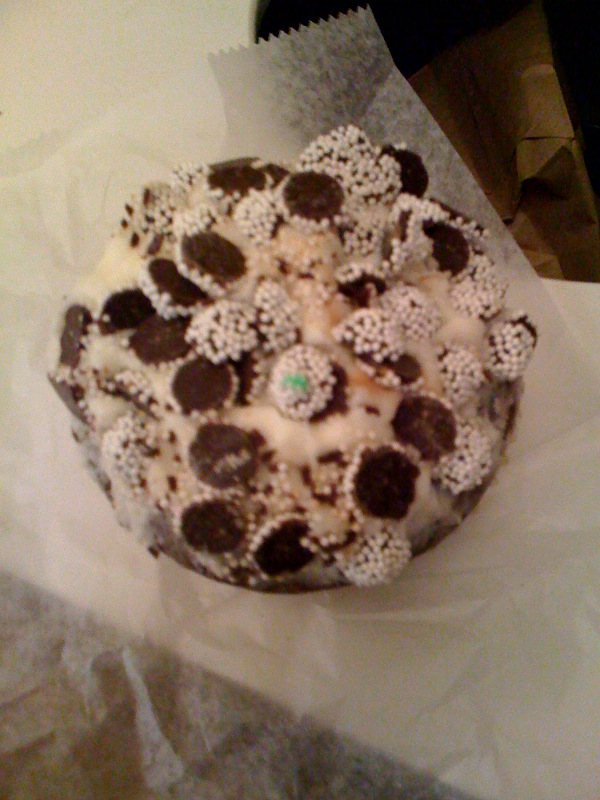
スノーキャップスをトッピングしたカップケーキ。

スノーキャップス (Sno-Caps) は、セミスイート・チョコレートの小さな塊に、白いノンパレイユをまぶした菓子。この菓子は、1920年代後半にブルーメンソール・ブラザーズ・チョコレート・カンパニーが「ボブ・ホワイツ (Bob Whites)」という商品名で最初に発売し、後に商品名をスノーキャップと改めた。1984年にネスレはブルーメンソールを買収し、他の商品ともどもこのブランドを取得した。
映画館で食べられる菓子「Theatre Candy」の定番として、通常は箱入りで販売されている。ただし、映画館での人気はかつての話であり、懐古趣味の対象であると言われることもある。
また、同様の他のチョコレート菓子よりも、脂肪分が25%程度少ないことも特徴となっている。